# وربوو، استان خاسکوو
وربوو، استان خاسکوو (به لاتین: Varbovo, Haskovo Province) روستایی در بلغارستان است که در استان خاسکوو واقع شده‌است.